# La Haye-Bellefond
La Haye-Bellefond é uma comuna francesa na região administrativa da Normandia, no departamento Mancha. Estende-se por uma área de 2,82 km². Em 2010 a comuna tinha 80 habitantes (densidade: 28,4 hab./km²).